# Димо Дичев
Димо Дичев Новаков (Колев) е български политик от Българската комунистическа партия (БКП).
Включва се в нелегалната дейност на комунистите още в началото на 20-те години на XX, емигрира в Съветския съюз и участва в Испанската гражданска война и Партизанското движение в България. Той става първият началник на отдел „Държавна сигурност“ веднага след Деветосептемврийския преврат 1944 г. и го оглавява до 1947 г. в периода на най-масовите репресии. До края на живота си заема висши постове в правителството и апарата на БКП.

## Биография

### Произход и ранна нелегална дейност
Димо Дичев Колев е роден на 23 януари (10 януари стар стил) 1902 година в село Обрукли, Харманлийско. Завършва прогимназия в родното си село, а след това и гимназията в близкото градче Търново Сеймен.
През 1919 година в Обрукли е основана местна организация на БКП, като сред учредителите са Димо Дичев и баща му. Димо Дичев скоро става секретар на местната младежка организация на БКП, по-късно участва в конгрес на Българския комунистически младежки съюз (БКМС). През 1922 година е делегат на Четвъртия конгрес на БКП, последният преди забраната на партията през следващата година. По това време сключва брак с Жечка Желева, също член на БКМС, а малко по-късно заминава на курс в Централната партийна школа в София, където преподаватели са най-известните партийни дейци – Георги Кирков, Христо Кабакчиев, Георги Димитров, Георги Бакалов, Тодор Павлов и Антон Иванов.
Дичев продължава работата си в БКП и след забраната на партията през 1923 година. Поддържа връзки с действащата в Хасковско въоръжена група Чета „Христо Ботев“ и организира канал за нелегално прехвърляне на издирвани от властите партийни активисти от Стара Загора през Обрукли и Свиленград към Турция. Скоро дейността му е разкрита и той е арестуван, заедно с още няколко души от Харманлийско – всички са осъдени на смърт, но през март 1927 година присъдите им са заменени с доживотен затвор. Излежава присъдата си последователно в Хасковския, Пловдивския, Старозагорския, Шуменския и Плевенския затвор. През март 1935 година поради тежко заболяване е помилван и освободен от затвора.

### В Съветския съюз и Испания и връщане в България
След освобождаването си от затвора Димо Дичев подновява нелегалната си дейност и е назначен за пълномощник на Централния комитет на БКП за Южна България. През 1936 година е изпратен в Москва за обучение в Международната ленинска школа, където по това време учат и други български функционери – Съби Димитров, Владо Тричков, Ранчо Кеменчеджиев, Любчо Баръмов, Апостол Колчев, Нинко Стефанов. През 1937 година заедно с някои от тях се включва в Интернационалните бригади, участващи в Испанската гражданска война. Към края на войната, в началото на 1939 година, организира акция за извеждане от Испания във Франция на около 100 комунистически функционери от различни страни.
След Испанската гражданска война Дичев се връща в България и по времето, когато на 22 юни 1941 година започва Германско-съветската война и БКП се ориентира към въоръжени действия срещу българското правителство, той се намира в София. Той оглавява създадената незабавно Военна комисия към софийската окръжна организация на БКП, в която членове са и бъдещите вътрешни министри на комунистическия режим Ангел Цанев и Руси Христозов. Седмици след това, през юли, той става член на националната Военна комисия, ръководена от друг бъдещ вътрешен министър – Антон Югов. На 27 август е арестуван при масова акция на полицията в София, след което е интерниран последователно в лагерите „Гонда вода“ и „Кръсто поле“.
Както много други интернирани, след известен престой в лагера Димо Дичев успява да избяга и през 1942 година става пълномощник на Централния комитет Врачански окръг. През юни 1943 година е назначен за политкомисар на Дванадесета Врачанска въстаническа оперативна зона, командир на която е Дико Диков, също бъдещ вътрешен министър. През лятото на 1943 година е изпратен на югославска територия и на 2 септември участва в създаването на просъществувалата няколко дни „Софийска народоосвободителна дивизия“, за известно време е неин командир след раняването на Славчо Трънски.

### Първите години на режима
Непосредствено след Деветосептемврийския преврат през 1944 година Димо Дичев оглавява отдел „Държавна сигурност“ в Дирекцията на народната милиция. През следващите години той ръководи организирането по съветски образец на службата за сигурност на формиращия се тоталитарен комунистически режим. През 1945 година е включен в състава на Централния комитет на БКП, където остава до смъртта си.
В първите месеци след като Дичев оглавява Държавна сигурност основната задача на службата е масовият терор срещу потенциални политически противници на новия режим. Тя се включва активно както в извънсъдебните насили, така и в организацията на показните процеси на т. нар. „Народен съд“. Дичев участва активно в организацията на тази дейност и критикува главния обвинител Георги Петров за „пораженство“ и недостатъчен размах в провеждането на чистките. Същевременно започва и организирането на системата от концентрационни лагери на режима, в които по това време са затворени около 37 хиляди души.
На 30 април 1947 година Дичев е освободен от Държавна сигурност, след което е прехвърлен в апарата на Централния комитет на БКП като завеждащ отдел „Кадри“, отговорен за личните досиета на висшата партийна и държавна номенклатура. През февруари 1949 година, месеци преди началото на масовите вътрешни чистки в БКП, той е отстранен от ръководството на отдела и до 1957 година ръководи Комисията за държавен контрол, специална институция с ранг на министерство, която осъществява надзор над работата на държавната администрация. От 1949 година до смъртта си е и народен представител.

### В Централния комитет на БКП
През 1957 година Димо Дичев е върнат в апарата на Централния комитет като завеждащ отдел „Външна политика и международни връзки“. Следвайки общата линия на режима, през 1963 година той се изказва в подкрепа на политиката на „най-тясно сближаване и в перспектива за сливане на НРБ със СССР“.
През 1959 – 1962 година оглавява новосъздадения Комитет на активните борци против фашизма и капитализма, който поставя основите на система за обществени привилегии за признатите за активни борци и техните наследници, превърнали се в следващите десетилетия във важна опора за позицията на диктатора Тодор Живков.

### Последни години
През 1967 година Димо Дичев се оттегля от активна дейност, запазвайки редица почетни длъжности без голяма политическа тежест. От 1967 година до смъртта си той отново оглавява Съюза на борците против фашизма и капитализма, като същевременно е заместник-председател на базираната във Виена Международна федерация на бойците от Съпротивата. Член е на Президиума на Националния съвет на Отечествения фронт и на Бюрото на Общонародния комитет за българо-съветска дружба.
Пише спомени, озаглавени „Живот за революцията. Спомени“, София, 1986. 
Умира на 13 юли 1982 година в София.

## Награди и отличия
- Орден „Георги Димитров“ (1959)[9]
- Орден „Георги Димитров“ (1962)[9]
- Орден „Георги Димитров“ (1964)[9]
- Герой на социалистическия труд (1964)[10]
- Почетен гражданин на Мездра (1971)[11]
- Герой на Народна република България (1972)[10]
- Орден „Георги Димитров“ (1972)[9]
- Почетен гражданин на Стара Загора (1972)[12]
- Почетен гражданин на Враца (1977)[13]
- Герой на Народна република България (1972)[10]

Името на Димо Дичев носи улица в квартал „Младост“ в София, която през 2012 година е преименувана на името на биолога Румен Цанев, въпреки съпротивата на общинските съветници от Българската социалистическа партия.